# Indonésia nos Jogos Olímpicos de Verão de 1976
A Indonésia competiu nos Jogos Olímpicos de Verão de 1976, realizados em Montreal, Canadá.